# Вилладозе
Вилладозе (итал. Villadose) — коммуна в Италии, располагается в провинции Ровиго области Венето.
Население составляет 5303 человека (на 2004 г.), плотность населения составляет 164 чел./км². Занимает площадь 32 км². Почтовый индекс — 45010. Телефонный код — 0425.
Покровителем коммуны почитается святой Леонард. Праздник ежегодно празднуется 6 ноября.